# ストライプインターナショナル
株式会社ストライプインターナショナル（英称:STRIPE INTERNATIONAL INC.）は、岡山県岡山市北区に本社を置く、アパレル（衣料品）の製造・販売を展開する日本の会社（SPA）である。

## 概要
1994年、岡山市に開店したセレクトショップ「CROSS FEMME」が発祥。1999年に後の主力ブランドとなる「earth music&ecology」を立ち上げたのを機にSPAに転換し、直営店舗は2009年に200店を突破。2016年3月1日に、クロスカンパニーから改称した。
2010年2月から、「earth music&ecology」のCMに宮﨑あおいを起用した。2017年3月からは、宮﨑あおいに加え、鈴木京香と広瀬すずを新たに起用している。「E hyphen world gallery」のブランドキャラクターに2011年2月から2012年8月まで上野樹里、2012年9月よりトリンドル玲奈を起用している。

## 沿革
- 1994年6月 - 創業。岡山市内にレディスセレクトショップ「CROSS FEMME」オープン。
- 1995年2月 - 有限会社クロスカンパニー設立。
- 1999年
  - 1月 - 東京都渋谷区神宮前に本部を開設。
  - 9月 - 「earth music&ecology」事業開始。
- 2000年3月 - 「Ehyphen world gallery」事業開始。
- 2001年7月 - 東京都渋谷区神宮前のDear表参道に本部を移転。
- 2002年
  - 2月 - 株式会社クロスカンパニーに組織変更。
  - 9月 - 岡山市北区幸町の現在地に本社を建設、移転。
  - 9月 - 「unmarble」飲食事業開始。
- 2004年10月 - 香港展開／earth music&ecology 香港FCオープン。
- 2005年10月 - 「Green Parks」事業開始。
- 2006年
  - 2月 - 「KiwaSylphy」事業開始。
  - 5月 - 社内コンテスト『第1回接客ロールプレイングコンテスト「ベストオブクロス」』を開催。
- 2007年
  - 3月 - 直営100店舗突破。
  - 4月 - 環境保全活動として岡山市内での清掃活動を開始。
  - 5月 - プライバシーマークを取得。
- 2008年
  - 3月 - ISO:9001取得。
  - 6月 - 台湾現地法人「克洛絲股份有限公司」を設立（台北市松山區）。
- 2009年
  - 2月 - 岡山県瀬戸内市邑久町に物流センター「クロスカンパニーロジスティクス（現:岡山ロジスティクス）」を設置。
  - 9月 - 直営200店舗突破。
  - 10月 - 創業15周年記念「クロスカンパニーフォーラム」開催。
  - 12月 - 米国「トムブラウン社」出資。
- 2010年
  - 2月 - インポート事業会社として「株式会社クロスインターナショナル」を設立。
  - 2月 - 「earth music&ecology」ブランドキャラクターに女優の宮崎あおいを起用。
  - 2月 - 環境保全活動として「クロスカンパニーロジスティクス（現:岡山ロジスティクス）」に2010本の植樹を実施。
  - 2月 - 「YECCA VECCA」事業開始。
  - 11月 - オカヤマアワード創設記念シンポジウムを開催。
- 2011年
  - 2月 - 千葉県柏市に物流センター「関東ロジスティクス」を稼働開始。
  - 2月9日 - 立川労働基準監督署が、入社1年目の女性正社員（2009年10月死亡）が極度の過労・ストレスにより死亡したとして労働災害として認定する（詳細節参照）。
  - 5月 - 中国現地法人「可洛丝商贸（上海）有限公司」を設立（上海市静安区）。
  - 9月 - earth music&ecology 中国直営1号店をオープン。
- 2012年4月 - 「SEVENDAYS=SUNDAY」事業開始。
- 2013年
  - 8月 - 国外物流センター「クロスカンパニー上海ロジスティクス」を増床、移転（上海市嘉定区）。
  - 8月 - 「Maison de FLEUR」「L'ATELIER FENETRE」事業開始。
  - 8月 - ブラック企業大賞2013「業界賞」受賞[3]。
  - 10月 - JCSI（日本版顧客満足度指数）第3回調査で「earth music&ecology」が1位を獲得。
  - 12月 - 代表取締役社長石川康晴が「EY起業家大賞」で日本代表に選ばれ表彰される。
- 2014年
  - 8月 - 「SCENT OF Varo」事業開始。
  - 9月 - 「KOE」事業開始。9月26日に岡山に1号店がオープン。
  - 12月 - 「BLOCK natural ice cream（ナチュラルアイス）」を岡山にオープン。
- 2015年
  - 4月 - 宅配クリーニング事業を行う「バスケット株式会社」の普通株式を100%取得。
  - 9月16日 - 日常着のレンタルサービス『mechakari』（メチャカリ）をスタート[4]。
- 2016年
  - 2月 - 「AMERICAN HOLIC」事業開始。
  - 3月 - 商号を株式会社ストライプインターナショナルに変更[5]。
  - 3月 - LEBECCA boutique事業開始。
  - 4月 - 「えるぼし」認定。
  - 7月 - 代表取締役社長石川康晴が「企業家大賞」を受賞。
  - 10月 - PRIDE指標 ゴールド獲得。
  - 10月 - 株式会社アルファベットパステルの全株式を取得。
  - 10月 - 仏国「Kitsuné Creative S.A.S」出資。
  - 10月 - 株式会社スマービーの株式を取得。
  - 11月 - JCSI「衣料品店」部門にてearth music&ecologyが顧客満足1位を獲得。
  - 11月 - 「913（ヌフ アン トロワ）」事業開始。
  - 12月 - JAPAN WOMEN AWARD[1,000人以上の部]6位受賞。
- 2017年
  - 1月 -  代表取締役社長石川康晴が第42回経済界大賞「ライジング賞」を受賞。
  - 2月 - 「健康経営優良法人2017（大規模法人部門）～ホワイト500～」認定。
  - 2月 -  おかやま子育て応援宣言企業　「岡山県知事賞」受賞。
  - 2月 -  「第14回企業フィランソロピー大賞」企業フィランソロピー賞“育てよう　大地とともに賞”受賞。
  - 2月 - 「GARAGE OF GOOD CLOTHING」事業開始。
  - 4月 -  五反田電子商事株式会社へ出資。
  - 11月 -  STRIPE VIETNAM Joint Stock Companyの株式を取得
  - 11月 -  尼国「PT Bobobobo」出資
- 2018年
  - 2月 - ソフトバンクとの合弁企業・株式会社ストライプデパートメントを設立
  - 2月9日 - 渋谷区宇田川町にホテル併設型グローバル旗艦店「hotel koe tokyo」がオープン[6][7]。
- 2019年
  - 9月 - ベトナムのシューズ・バッグメーカーのGFTを買収

## ブランド
- earth music&ecology
- YECCA VECCA
- Green Parks
- Maison de FLEUR
- koe
- AMERICAN HOLIC
- HALUHIROINE（ハルヒロイン）[8]

## 関連会社
- STRIPE TAIWAN LIMITED
- STRIPE CHINA LIMITED
- 株式会社キャン
- STRIPE VIETNAM Joint Stock Company

## 不祥事
新入社員の過労死
2011年2月9日、立川労働基準監督署は、2009年9月に大卒後入社1年目で店長に任じられた女性社員が、1か月に111時間の残業を行うなど極度の過労・ストレスにより過労死し、労災認定したことを公表。
この女性社員の2009年9月の時間外労働は、労働基準監督署の認定した時間だけでも少なくとも111時間以上に達し、売上額を上げるために自分で計5万円以上も自社商品を購入したり、本社のある岡山での会議で「売り上げがとれなければ給料も休みも与えない」旨の指示があったことが確認された。
この事実を受け、クロスカンパニーは2013年のブラック企業大賞にノミネートされ、「業界賞」を受賞した。
創業社長によるセクハラと辞任騒動
2020年3月、朝日新聞により代表取締役社長兼CEOの石川康晴が女性社員らに対してホテルやデートに誘うと言ったセクハラ行為などをしたとして、臨時査問会が開かれていたことが発覚。厳重注意を受けた石川はセクハラ行為については認めていないまま、3月6日に辞任。朝日新聞が入手した資料によると、「石川が女性社員・スタッフをホテルや食事に誘ったとみられるSNSのメッセージ画面が多数載っていた。石川が自らの写真を送ったり、女性に写真を送るよう求めたりするやりとりのほか、ホテルで石川に無理やりわいせつ行為をされたという女性への聞き取り記録も残っていた。」とされる。

## テレビ番組
- 日経スペシャル カンブリア宮殿 ユニクロの次を狙うアパレルの風雲児 大胆アイデアと転換力で世界を掴め！（2016年10月20日、テレビ東京）[13]